# Analtella
Genre
Analtella est un genre d'araignées aranéomorphes de la famille des Lathyidae.

## Distribution
Les espèces de ce genre se rencontrent en Europe du Sud et en Afrique du Nord.

## Liste des espèces
Selon World Spider Catalog (version 26, 11/07/2025) :
- Analtella affinis (Blackwall, 1862)
- Analtella dentichelis (Simon, 1883)
- Analtella narbonensis (Simon, 1876)
- Analtella pygmaea (Wunderlich, 2011)
- Analtella teideensis (Wunderlich, 1992)

## Systématique et taxinomie
Ce genre a été décrit par Denis en 1947 dans les Dictynidae. Il est placé en synonymie avec Lathys par Lehtinen en 1967. Il est relevé de synonymie et placé dans les Lathyidae par Montana, Cala-Riquelme, Crews, Gorneau, Al-Jamal, Alequín, Spagna, Ballarin et Esposito en 2025.

## Publication originale
- Denis, 1947 : « Araignées de France. I. Araignées de Vendée avec la description d'une espèce nouvelle des Pyrénées-Orientales. » Revue Française d'Entomologie, vol. 14, p. 145-155.